# Élection présidentielle grecque de 2014-2015
L'élection présidentielle grecque de 2014-2015 a lieu en deux phases en 2014 et 2015 afin d'élire au suffrage indirect le président de la République hellénique. La première phase a lieu les 17, 23 et 29 décembre 2014 tandis que la deuxième se tient le 18 février 2015.
Le président sortant Károlos Papoúlias ne peut briguer un troisième quinquennat, la Constitution de 1975 limitant le chef de l'État à un maximum de deux mandats.
La première phase de cette élection présidentielle voit la coalition gouvernementale d'Antónis Samarás échouer à trois reprises à faire élire son candidat, l'ex-commissaire européen et membre de Nouvelle Démocratie, Stávros Dímas. Ces échecs répétés provoquent la dissolution du Parlement, puis des élections législatives anticipées qui sont remportées par le parti de gauche radicale SYRIZA.
À l'initiative du nouveau Premier ministre Aléxis Tsípras, la seconde phase menée sous la nouvelle législature aboutit à un accord autour de la candidature de l'ancien ministre conservateur Prokópis Pavlópoulos, également membre de Nouvelle démocratie. Celui-ci remporte la deuxième phase de l'élection dès le premier tour, et succède à Károlos Papoúlias.

## Contexte
Contre toute attente, le Premier ministre grec, Antónis Samarás, annonce, le 8 décembre 2014, que l'élection présidentielle, qui devait initialement se tenir au mois de février 2015, sera finalement convoquée de manière anticipée le 17 décembre 2014,. Le chef du gouvernement justifie cette surprenante décision par la volonté de lever l'incertitude financière de la Grèce lors des négociations avec la troïka (Fonds monétaire international, Banque centrale européenne, Commission européenne) au sujet de la dette financière grecque, lesquelles sont prévues au début de l'année 2015 ; en outre, il cherche à « couper l'herbe sous le pied » de SYRIZA, dont la popularité ne cesse de croître depuis les dernières élections législatives, convoquées en 2012.
La situation économique et financière du pays, si elle tend à s'améliorer, demeure problématique à long terme : en six ans de récession, la Grèce a subi une chute de 38 % du niveau de vie moyen, le record de l'Union européenne du taux de pauvreté avec 23,1 %, et un taux de chômage global de 25,7 % de la population active qui frôle les 60 % pour les jeunes. Cependant, le gouvernement de coalition associant les conservateurs de Nouvelle Démocratie et les socialistes du PASOK, dirigé par Antónis Samarás et formé un peu plus de deux ans auparavant, a apporté plusieurs mois de stabilité politique.
Le 9 décembre 2014, à la suite de l'annonce des élections, la Bourse d'Athènes chute de 12,78 %,,. Deux jours plus tard, elle cède encore 7,72 % après le discours du Premier ministre, qui s'était pourtant engagé à rassurer lesdits investisseurs.
Le 12 décembre, Jean-Claude Juncker, président de la Commission européenne, indique dans un entretien : « Je suppose que les Grecs, qui n'ont pas une vie facile, tout particulièrement les plus pauvres d'entre eux, savent très bien ce qu'une mauvaise élection signifierait pour la Grèce et pour la zone euro » ajoutant un peu plus tard « Je n'exprimerai pas mon opinion personnelle. Simplement, je n'aimerais pas que des forces extrémistes prennent la main ».

## Modalités du scrutin
Le président, qui doit avoir au moins 40 ans, est élu pour 5 ans.
Pour être élu au 1er ou 2e tour, le candidat a besoin de 200 voix (majorité des 2⁄3) ou de 180 voix (majorité des 3⁄5) lors du 3e tour. Il n'y a aucun débat parlementaire et les députés votent l'un après l'autre. Ils ont interdiction de faire la moindre déclaration sur leur choix durant le déroulement du scrutin.
Si aucun candidat n'est élu lors du 3e tour, le Parlement est alors dissous dans les dix jours suivants et des élections anticipées sont organisées.
Le nouveau Parlement dispose alors de 20 jours pour élire un président. Dans ce cas, les majorités requises sont de 180 voix au 1er tour de cette 2e phase, majorité absolue (151 voix) au 2e tour, puis majorité simple au 3e et dernier tour.

## Première phase (2014)

### Candidat
Le président sortant, le socialiste Károlos Papoúlias, âgé de 85 ans, ne peut concourir à cette élection présidentielle : élu une première fois au mois de février 2005, puis réélu cinq ans plus tard, il arrive au terme de son second quinquennat, à l'issue duquel la Constitution lui défend de briguer un troisième mandat. Par conséquent, ce scrutin doit avoir pour issue l'élection de son successeur.
Le candidat présenté par la coalition gouvernementale est Stávros Dímas, un juriste et avocat âgé de 73 ans doté d'une longue carrière ministérielle et ayant représenté la Grèce au sein de la Commission européenne entre 2004 et 2010. Appartenant à la Nouvelle Démocratie, sa candidature est néanmoins soutenue, par ailleurs, par le PASOK.
Les autres partis représentés au Parlement ont décidé de ne pas lui opposer de concurrent, ce qui ne garantit pas à Dímas d'être élu, néanmoins.

### Forces en présence
- KKE: 12
- SYRIZA: 71
- DIMAR: 9
- PASOK : 28
- ADV (en) : 17

Composition du Parlement grec en décembre 2014 (majorité en gras)
KKE: 12
SYRIZA: 71
DIMAR: 9
PASOK : 28
ADV : 17
ND : 127
ANEL : 12
Non-inscrits : 8
Aube dorée : 16

La coalition gouvernementale composée des conservateurs de Nouvelle Démocratie et des socialistes du PASOK dispose de 155 sièges. Il lui « manque » donc 45 voix pour que son candidat soit élu au 1er ou 2e tour, et 25 voix lors du 3e tour,.
Les seules réserves de voix disponibles sont les 9 élus de la Gauche démocrate, qui faisait auparavant partie de la coalition gouvernementale, et les 25 députés Non-inscrits, dont 17 forment le groupe technique des Députés républicains indépendants (en) (ADV). Ces députés n'adoptent pas de position commune.
Le principal parti d'opposition, la SYRIZA, qui veut abolir la dette de la Grèce et les politiques d’austérité, dispose de 71 sièges qui ne soutiendront pas le candidat du gouvernement. SYRIZA arrive en tête de tous les sondages en cas de législatives anticipées. Fort de ses résultats des élections européennes, Aléxis Tsípras, qui avait récolté 26,5 % des suffrages, avait alors affirmé que le gouvernement n'avait désormais aucune légitimité.
Les autres partis d'opposition ne soutiennent aucun candidat.

### 1ertour(17 décembre 2014)
Les 300 députés du Parlement grec votent, le 17 décembre, à partir de 17 h 00 (GMT), sans débat préalable. Pour être élu, le candidat doit obtenir une majorité de 200 voix. Sur 300 députés, 295 ont voté et 5 se sont abstenus.
160 députés se sont prononcés pour Stavros Dimas. Il s'agit des 155 députés de la coalition gouvernementale composée des conservateurs de Nouvelle Démocratie et des socialistes du PASOK, et de seulement 5 députés non-inscrits.
Les 135 autres députés ont répondu « présent », comme le veut la procédure grecque.
Le représentant de la coalition gouvernementale, Stávros Dímas obtient moins des 165 voix espérées au premier tour. Le premier ministre a demandé aux députés de prendre leurs responsabilités afin de ne pas « précipiter le pays dans le chaos ».

### Révélation d'une tentative de corruption
Le 19 décembre, Pávlos Haïkális, un député du parti des Grecs indépendants, a annoncé avoir été approché par Geórgios Apostolópoulos, un conseiller de plusieurs personnes politiques et de banquiers, qui lui aurait proposé de 2 à 3 millions d'euros et divers autres avantages pour voter en faveur de Stavros Dimas. En effet, l'élection de Dímas au 3e tour tiendrait à 1 voix,,,. (En réalité, il manquera 12 voix.)
La Commission d'éthique du Parlement est saisie de l'affaire à la suite de la demande du gouvernement qui dénonce un « spectacle méprisable » et qui porte plainte contre le député Pávlos Haikális,. Ce dernier a déposé une plainte contre Geórgios Apostolópoulos et a fourni une vidéo de la conversation à la justice,. Ce documentaire vidéo de 8,5 minutes de conversation entre Pávlos Haïkális et Geórgios Apostolópoulos est visible en ligne. Toutefois cette vidéo pourrait ne pas être retenue par la justice en raison de « preuve matérielle obtenue illégalement » comme ce fut le cas lors de la divulgation, par le député et porte parole d'Aube dorée, Ilías Kassidiáris, dans des vidéos qui indiquent le double discours de Panagiótis Baltákos, secrétaire général du gouvernement grec à l'encontre du parti néonazi,,.
Le 21 décembre, lors d'une allocation télévisée, le Premier ministre Antónis Samarás a déclaré : « C’est un devoir national d’élire le Président, et le sens commun nous commande d’achever les négociations avec les créanciers ». Il propose ensuite de « trouver le moment approprié pour des élections législatives, y compris fin 2015, alors que celles-ci doivent normalement se dérouler en juin 2016 » en échange d'un vote favorable pour le candidat soutenu par la coalition gouvernementale, Stavros Dimas,.
Les partis d'opposition, et en particulier SYRIZA, rejettent ce marchandage et indiquent que « par-dessus tout il craint le jugement du peuple, mais il ne pourra pas l'éviter »,.
Finalement, la commission d'éthique parlementaire chargée d'étudier la question a rendu ses conclusions le 23 décembre. Il ne s'agissait pas d'une tentative de corruption, mais d'une manœuvre pour prouver que Pávlos Haïkális était corrompu. Apostolópoulos, qui enregistrait les rencontres essayait de piéger le député. Cet épisode n'a donc rien à voir avec l'élection présidentielle.

### 2etour(23 décembre 2014)
Il y a un deuxième tour le 23 décembre 2015, toujours avec une majorité de 200 voix. Pour la seconde fois, le Parlement échoue à élire le président de la République.
168 députés se sont prononcés sur le candidat du gouvernement Stávros Dímas, soit 8 de plus qu'au 1er tour, tandis que 131 se sont contentés de répondre « présent », ce qui signifie un refus. Une députée était absente. Si 8 députés indépendants supplémentaires se sont laissés convaincre pour voter pour le candidat du gouvernement, le parti de la Gauche démocrate (DIMAR) et les Grecs indépendants (ANEL), qui comptent ensemble 21 élus, ont rejeté l’offre du Premier ministre.
L'hypothèse d'une élection de Stávros Dímas, avec 180 voix nécessaires, lors du 3e tour le 29 décembre, semble de plus en plus improbable.

### 3etour(29 décembre 2014)
Stávros Dímas obtient 168 voix et 132 ont voté « présent », soit le même résultat que lors du 2e tour. L'indice principal de la bourse d'Athènes dévisse de plus de 11 % à la fin des votes, avant de se reprendre et de terminer à 3,87 %. Antónis Samarás annonce pour le lendemain 30 décembre la dissolution du Parlement et la convocation d'élections législatives anticipées le 25 janvier 2015.

### Résultats de la première phase
| Candidats                | Candidats                | Partis                   | Premier tour | Premier tour | Deuxième tour | Deuxième tour | Troisième tour | Troisième tour |  |
| Candidats                | Candidats                | Partis                   | Voix         | %            | Voix          | %             | Voix           | %              |  |
| ------------------------ | ------------------------ | ------------------------ | ------------ | ------------ | ------------- | ------------- | -------------- | -------------- |  |
|                          | Stávros Dímas            | ND                       | 160          | 100          | 168           | 100           | 168            | 100            |  |
|                          |                          |                          |              |              |               |               |                |                |  |
| Majorité requise         | Majorité requise         | Majorité requise         | 200 voix     | 200 voix     | 200 voix      | 200 voix      | 180 voix       | 180 voix       |  |
|                          |                          |                          |              |              |               |               |                |                |  |
| Suffrages exprimés       | Suffrages exprimés       | Suffrages exprimés       | 160          | 54,24        | 168           | 56,18         | 168            | 56,00          |  |
| Votes blancs et nuls     | Votes blancs et nuls     | Votes blancs et nuls     | 135          | 45,76        | 131           | 43,82         | 132            | 44,00          |  |
| Total                    | Total                    | Total                    | 295          | 100          | 299           | 100           | 300            | 100            |  |
| Absents                  | Absents                  | Absents                  | 5            | 1,66         | 1             | 0,33          | 0              | 0,00           |  |
| Inscrits / Participation | Inscrits / Participation | Inscrits / Participation | 300          | 98,34        | 300           | 99,67         | 300            | 100            |  |

## Élections législatives anticipées (25 janvier 2015)
Après la victoire du parti anti-austérité SYRIZA lors des élections législatives anticipées, un gouvernement de coalition est constitué avec le parti de droite souverainiste des Grecs indépendants (ANEL), opposé aux mesures d'austérité.
Le nouveau Parlement dispose désormais de 20 jours pour élire un président avec une majorité de 180 voix au 4e tour, majorité absolue (151 voix) au 5e tour, puis majorité simple au 6e et dernier tour.

## Seconde phase (2015)

### Candidats
Le président de la République sortant est Károlos Papoúlias, 85 ans, qui arrivant au terme de son 2e mandat, ne peut plus se représenter.
Le 27 janvier 2015, les médias indiquent que Dimítris Avramópoulos, commissaire européen aux Migrations et Affaires intérieures et membre du parti d'opposition Nouvelle Démocratie pourrait être le candidat présenté par SYRIZA pour la présidence grecque.
Les médias révèlent également que SYRIZA avait initialement approché l'ancien président de ND et Premier ministre en 2004-09, Kóstas Karamanlís, qui avait rejeté la proposition. Un autre candidat approché par SYRIZA, cité dans le journal To Víma, est l'archevêque Anastase de Tirana, chef de l'Église orthodoxe d'Albanie, qui décline en déclarant que « Le hiérarque orthodoxe a un travail concret dans l’Église. Il ne peut prendre des fonctions politiques »,,. Parmi les autres candidats envisageables, les noms de l'écrivaine Ioanna Karystiani (en) et du réalisateur Costa-Gavras sont cités dans la presse, alors que le nom également cité de l'ancien président du Synaspismós, Níkos Konstantópoulos, apparaît improbable, sa fille Zoé Konstantopoúlou venant d'être élue présidente du Parlement.
Finalement, le gouvernement grec propose le 17 février le nom de l'ancien ministre de l'Intérieur Prokópis Pavlópoulos, conservateur modéré et européen convaincu, tandis le parti de centre gauche La Rivière suggère la candidature du constitutionnaliste Níkos Alivizátos, également soutenue par le PASOK.

### Nouvelles forces en présence
La nouvelle coalition gouvernementale, composée de la gauche antilibérale SYRIZA et des conservateurs souverainistes des Grecs indépendants (ANEL), dispose de 162 sièges. Cependant, la Nouvelle Démocratie annonce son intention de voter pour un candidat issu de ses rangs.
|       |                                            |           |                      |
| Parti | Parti                                      | Électeurs | % du corps électoral |
|       | SYRIZA                                     | 149       | 49,67                |
|       | Nouvelle Démocratie (ND)                   | 76        | 25,33                |
|       | Aube dorée (XA)                            | 17        | 5,66                 |
|       | La Rivière (To Potámi)                     | 17        | 5,66                 |
|       | Parti communiste de Grèce (KKE)            | 15        | 5,00                 |
|       | Mouvement socialiste panhellénique (PASOK) | 13        | 4,34                 |
|       | Grecs indépendants (ANEL)                  | 13        | 4,34                 |
| Total | Total                                      | 300       | 100                  |

### Tour unique (18 février 2015)
Prokópis Pavlópoulos est élu président de la République hellénique avec 233 suffrages en sa faveur, soit avec 53 voix de plus que le minimum de 180 voix nécessaire. Il est élu grâce à l'appui de SYRIZA, des Grecs indépendants (ANEL) et de Nouvelle Démocratie,,.
Son concurrent, Níkos Alivizátos, soutenu par La Rivière et le PASOK, recueille les 30 voix des députés de ces deux formations.
Le Parti communiste de Grèce et l'Aube dorée ne votent pour aucun candidat.
| Candidat                 | Candidat                 | Parti                    | Premier tour | Premier tour |
| Candidat                 | Candidat                 | Parti                    | Voix         | %            |
| ------------------------ | ------------------------ | ------------------------ | ------------ | ------------ |
|                          | Prokópis Pavlópoulos     | ND                       | 233          | 88,60        |
|                          | Níkos Alivizátos         | Indépendant              | 30           | 11,40        |
|                          |                          |                          |              |              |
| Majorité requise         | Majorité requise         | Majorité requise         | 180 voix     | 180 voix     |
|                          |                          |                          |              |              |
| Suffrages exprimés       | Suffrages exprimés       | Suffrages exprimés       | 263          | 89,15        |
| Votes blancs et nuls     | Votes blancs et nuls     | Votes blancs et nuls     | 32           | 10,85        |
| Total                    | Total                    | Total                    | 295          | 100          |
| Absents                  | Absents                  | Absents                  | 5            | 1,66         |
| Inscrits / Participation | Inscrits / Participation | Inscrits / Participation | 300          | 98,34        |